# Johann Anton Wallreuther

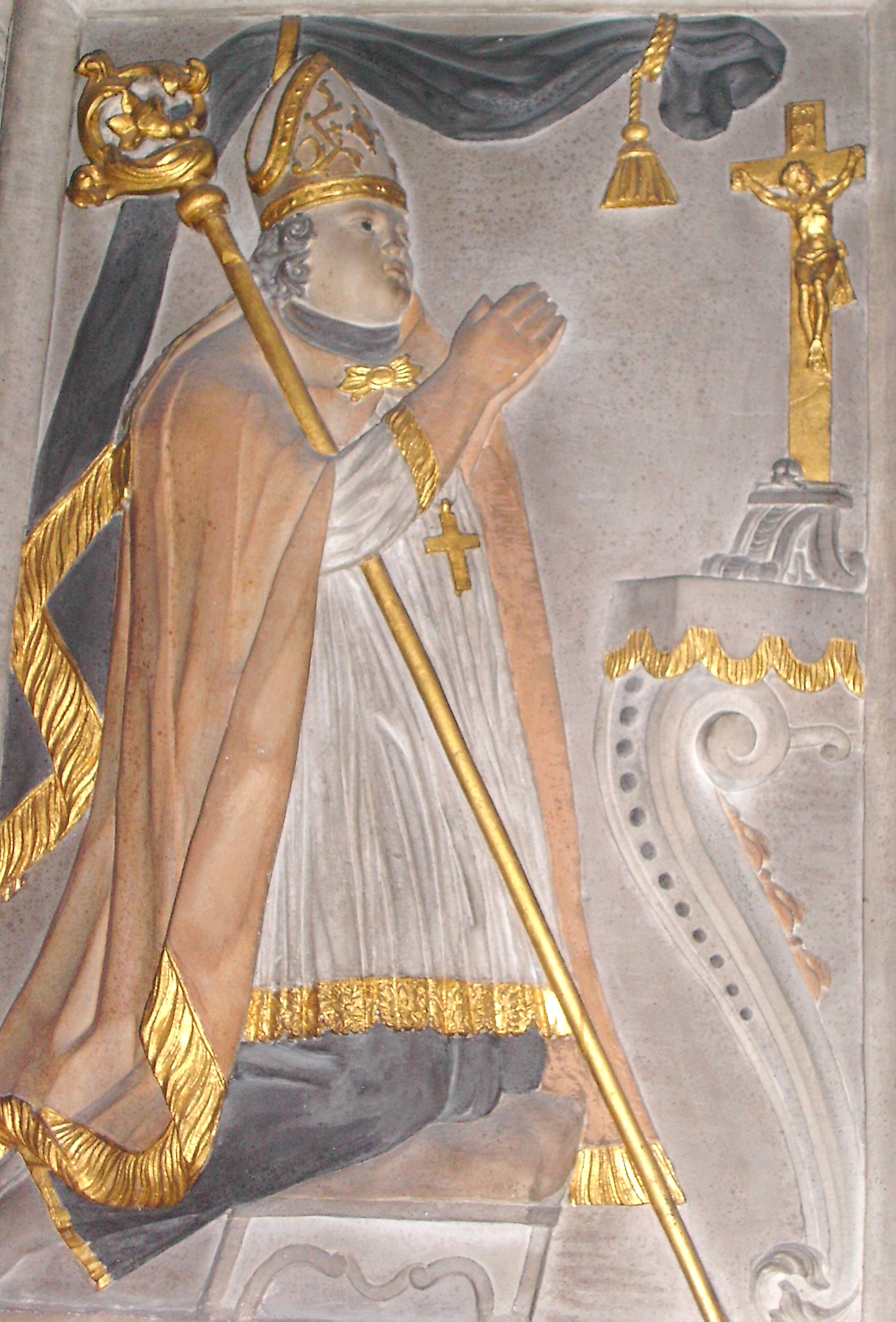
Darstellung des Bischofs auf seinem Epitaph

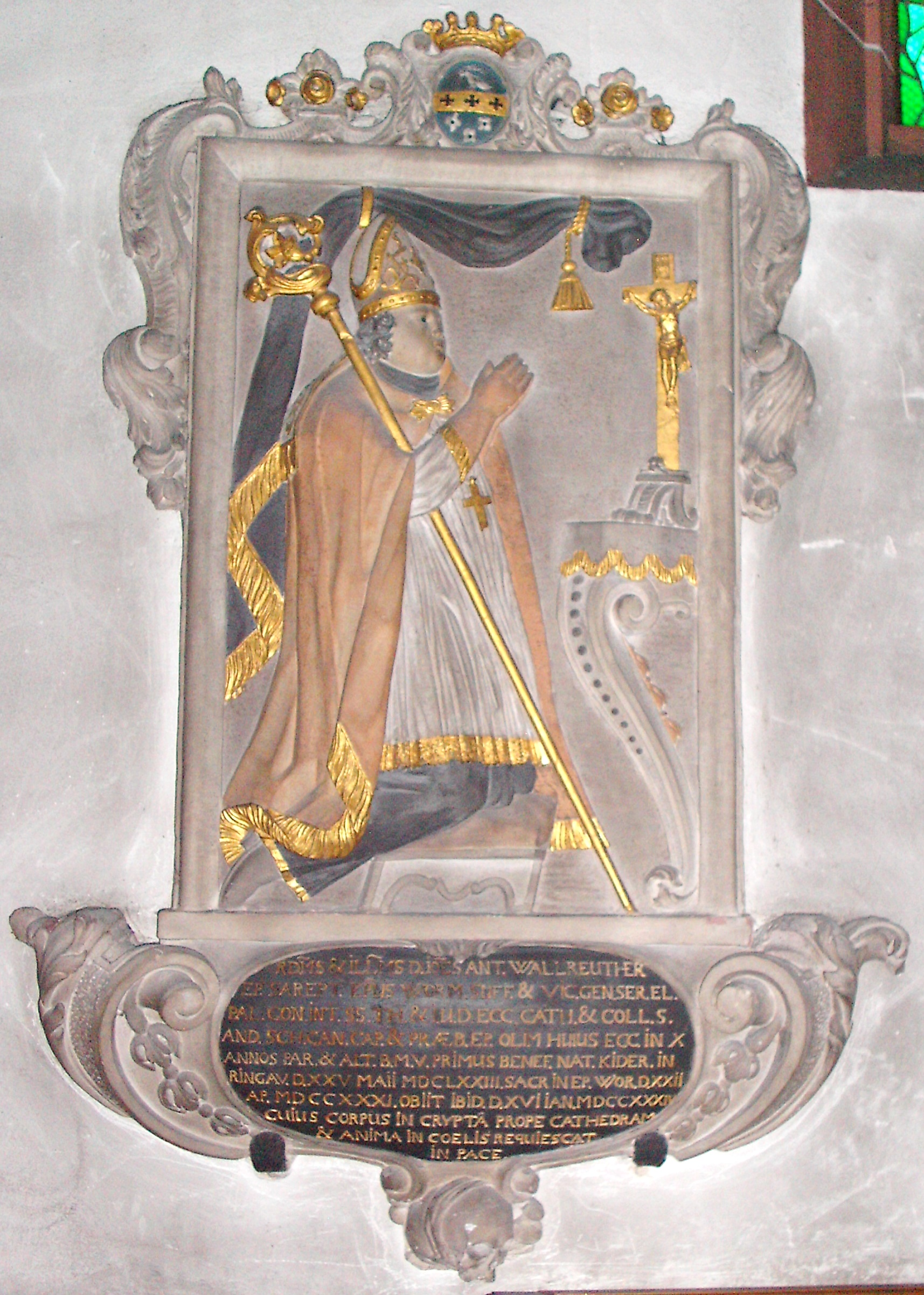
Epitaph in der Liebfrauenkirche (Worms)

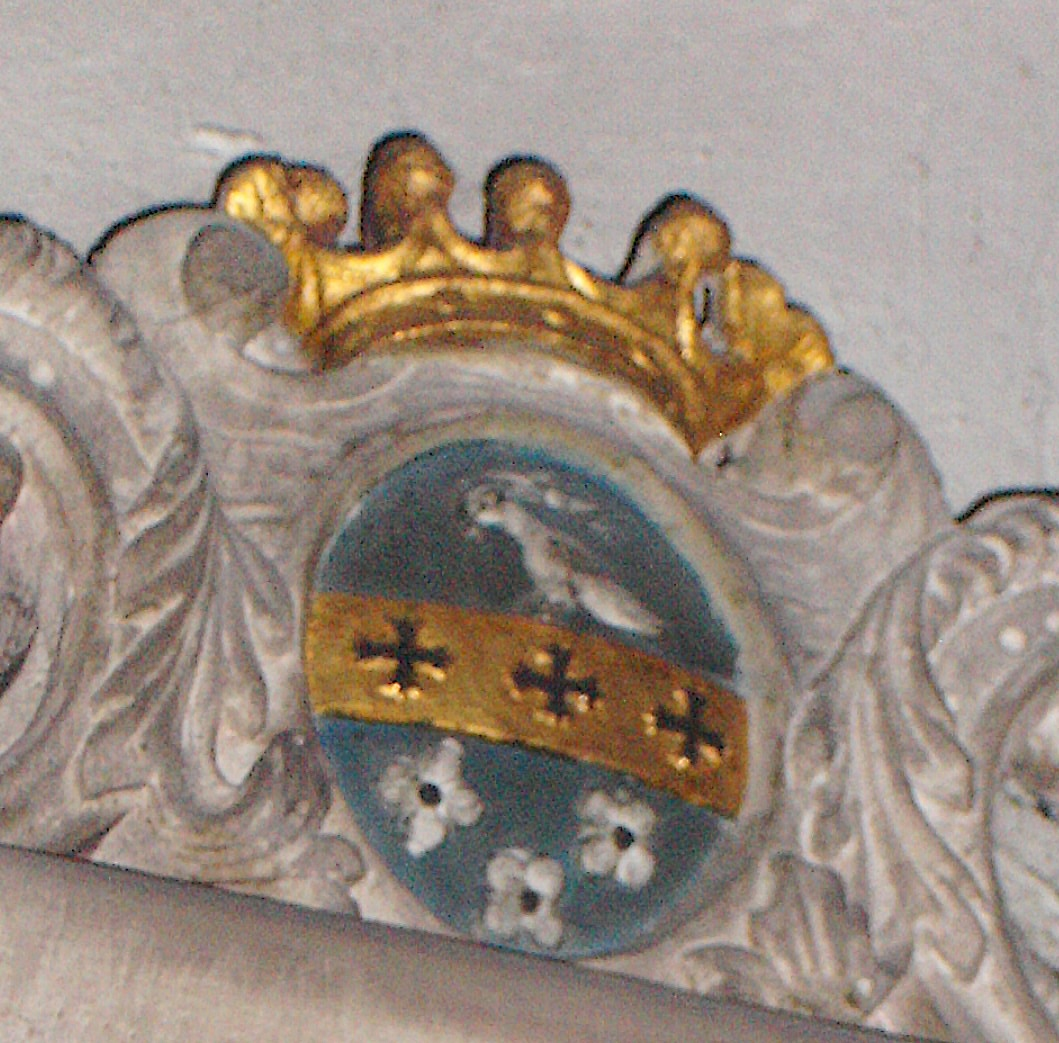
Wappen mit Adelskrone des Epitaphs

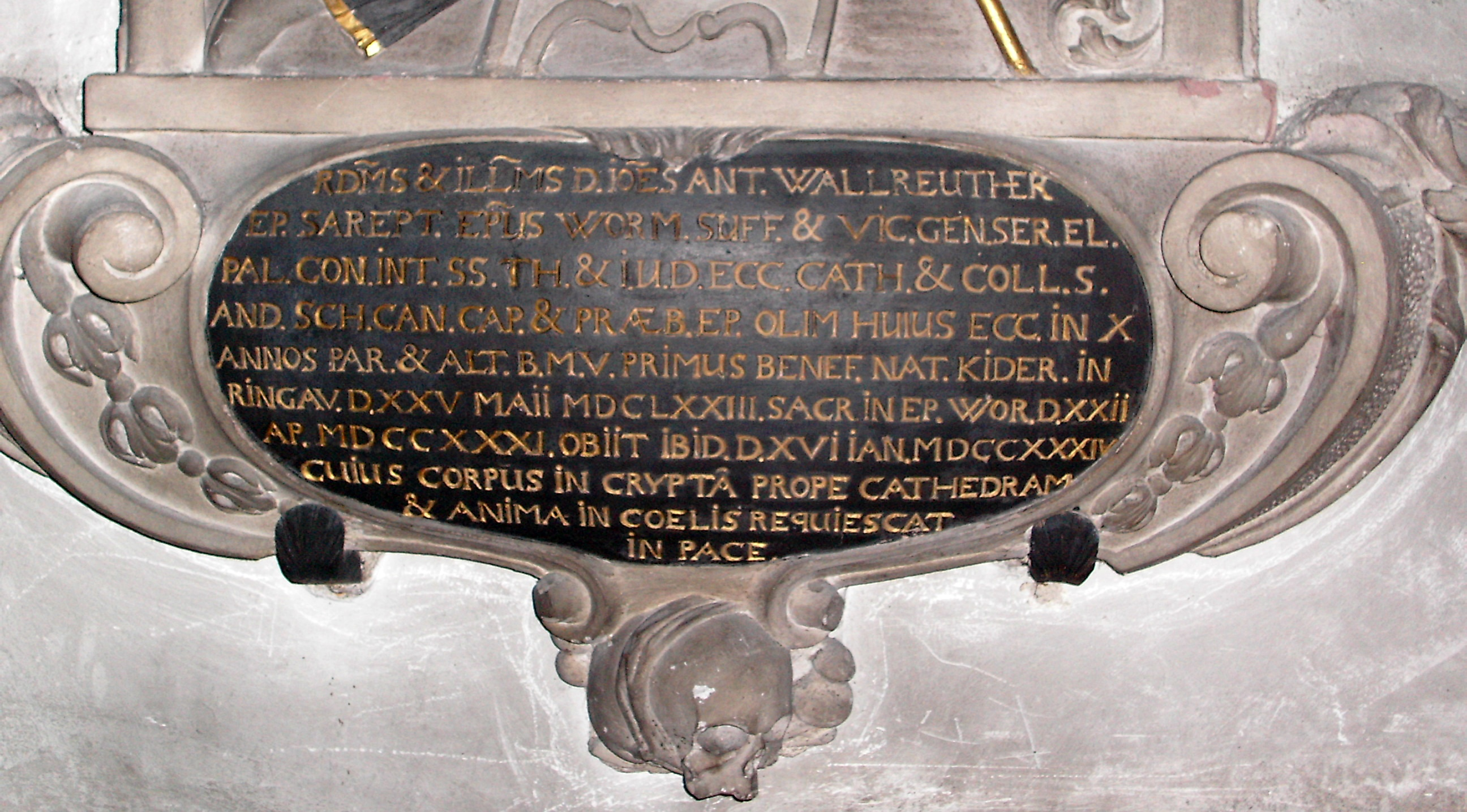
Grabinschrift des Epitaphs

Johann Anton Wallreuther (* 30. Mai 1673 in Kiedrich; † 16. Januar 1734 in Worms) war von 1731 bis 1734, unter den Fürstbischöfen Franz Ludwig von Pfalz-Neuburg und Franz Georg von Schönborn, Weihbischof des Bistums Worms sowie Titularbischof von Sarepta.

## Leben

### Herkunft
Johann Anton Wallreuther wurde zu Kiedrich im Rheingau als Sohn des aus Eltville stammenden Küfers und späteren Kurmainzer Oberschultheißen Johann Matthäus Wallreuther sowie dessen Frau Margaretha geb. Schnock geboren wurde. Zur Zeit der Geburt von Johann Anton Wallreuther amtierte sein Großvater Johann Anton Schnock († 1676) in Kiedrich noch als Oberschultheiß; dessen Sohn Michael Schnock († 1727) war Abt des nahen Klosters Eberbach.

### Priester und Bischof
Wallreuther studierte an der Universität Mainz und erwarb dort das Lizentiat der Theologie; am 15. März 1698 empfing er die Priesterweihe. Sein Förderer wurde der Bruder des Pfälzer Kurfürsten Johann Wilhelm, der Wormser Fürstbischof Franz Ludwig von Pfalz-Neuburg, welcher sich nachhaltig um fähige Priester in seinen Sprengeln bemühte. Über ihn dürfte Johann Anton Wallreuther ins Bistum Worms gelangt sein. Aufgrund seiner Fähigkeiten verwandte ihn der Fürstbischof schon 1701, mit 28 Jahren, als Pfarrer von Seckenheim bei Mannheim. Er übernahm in diesem Jahr auch die Administration von Neckarau, wo er sich jedoch hauptsächlich durch Kapläne vertreten ließ. Ebenso übertrug ihm der Bischof ab 1701 die Pfarrei Ladenburg, an Stelle des in den geistlichen Rat nach Worms berufenen Pfarrers Carl Desiderius de Royer.
Johann Anton Wallreuther gehörte dem von Bartholomäus Holzhauser gegründeten „Institut der in Gemeinschaft lebenden Weltpriester“, den sogenannten Bartholomiten an. Etwa ab 1705 war er Kanonikus am Liebfrauenstift Worms, wirkte von 1705 bis 1711 als Pfarradministrator von St. Johann in Worms (der Taufkirche am Dom) und wurde ab 1707 auch ins Bischöfliche Ordinariat berufen.
1707 promovierte Johann Anton Wallreuther in Mainz zum Doktor der Theologie. Neben seinem Kanonikat am Liebfrauenstift Worms, auf das er 1711 verzichtete, bekleidete er ein weiteres und zusätzlich das Amt eines Scholasters, am Andreasstift Worms.
Nach dem Tod des Wormser Weihbischofs Johann Baptist Gegg (1664–1730) ernannte Fürstbischof Franz Ludwig von Pfalz-Neuburg Kanonikus Wallreuther am 5. März 1731 zu dessen Nachfolger; am 22. April des Jahres konsekrierte ihn der  Mainzer Weihbischof Caspar Adolph Schnernauer zum Titularbischof von Sarepta. Er starb bereits nach knapp dreijähriger Tätigkeit, am 16. Januar 1734 und wurde am 18. Januar in der zum Dom gehörenden Johanneskirche, wo er lange als Seelsorger gewirkt hatte, beigesetzt. Dort errichtete man ihm auch ein Epitaph mit seiner figürlichen Darstellung, das man 1812 beim Abriss von St. Johannes in die Liebfrauenkirche (Worms) übertrug; dort befindet es sich noch heute. Sein Nachfolger als Wormser Weihbischof wurde Christian Albert Anton von Merle (1693–1765).

## Familiäres Umfeld
Peter Friedrich Wallreuther (1712–1786), der Neffe des Weihbischofs, war Stiftsherr und von 1776 bis 1786 Dekan (Oberhaupt) des Martinsstiftes Worms, sein Bruder Michael Anton Wallreuther (* 1711), der den Onkel zum Taufpaten hatte, fungierte als Kanzler der weltlichen Regierung des Hochstifts Worms. Auch zwei Söhne des Letzteren (Großneffen des Weihbischofs) waren Kleriker im Bistum Worms; nämlich Peter Friedrich (1744–1814), von 1782 bis 1802 letzter Dekan des Wormser Liebfrauenstiftes, und Philipp Franz Ignaz (1751–1811), Kanoniker und Kantor am Stift St. Paulus in Worms.